# Тригер на Шмит
Тригерът на Шмит е аналогова електронна схема, която представлява логически вход, който осигурява хистерезис или две различни нива на прагово напрежение за нарастващ и падащ ръб. Тази схема най-често е изградена от биполярни транзистори. Най-често тригерът се реализира с логическата схема компаратор.
Схемата е реализирана през 1934 година от американския изобретател Ото Шмит. Тригерът на Шмит най-често се използва за изглаждане на шумовете на цифров или аналогов сигнал.

## Реализиране на тригер на Шмит с операционен усилвател
При тази схема, неинвентиращият вход на усилвателя се свързва към 0 или земя. При подаване на сигнал към инвентиращия вход, ако стойността му е под нула, то на изхода ще има отрицателна стойност на подаваното напрежение към инвентиращия вход, а ако е над нула – положително.
- Принципна схема на Тригер на Шмит
- Времедиаграми на Тригер на Шмит
- Интегрално изпълнение